# كيكا (قناة)
كيكا (بالألمانية: KIKA) هي قناة تلفزيونية مجانية ألمانية موجّهة للأطفال، يقع مقرها بمدينة إرفورت في ألمانيا.
«كيكا» (KIKA) هي اختصار للحرفين الأوّلين من كلمتي « Kinder » (أطفال) و « Kanal » (قناة)، أي قناة الأطفال.

## تاريخ شعار القناة

(1997–2000)
(2000–2005)
(2005–2008)
(2008–2012)
الشعار الحالي منذ 14 فبراير 2012

## روابط خارجية
- KiKA's website (بالألمانية)

- Tabaluga tivi's website (بالألمانية)